# ジョセフ・ライト (画家)

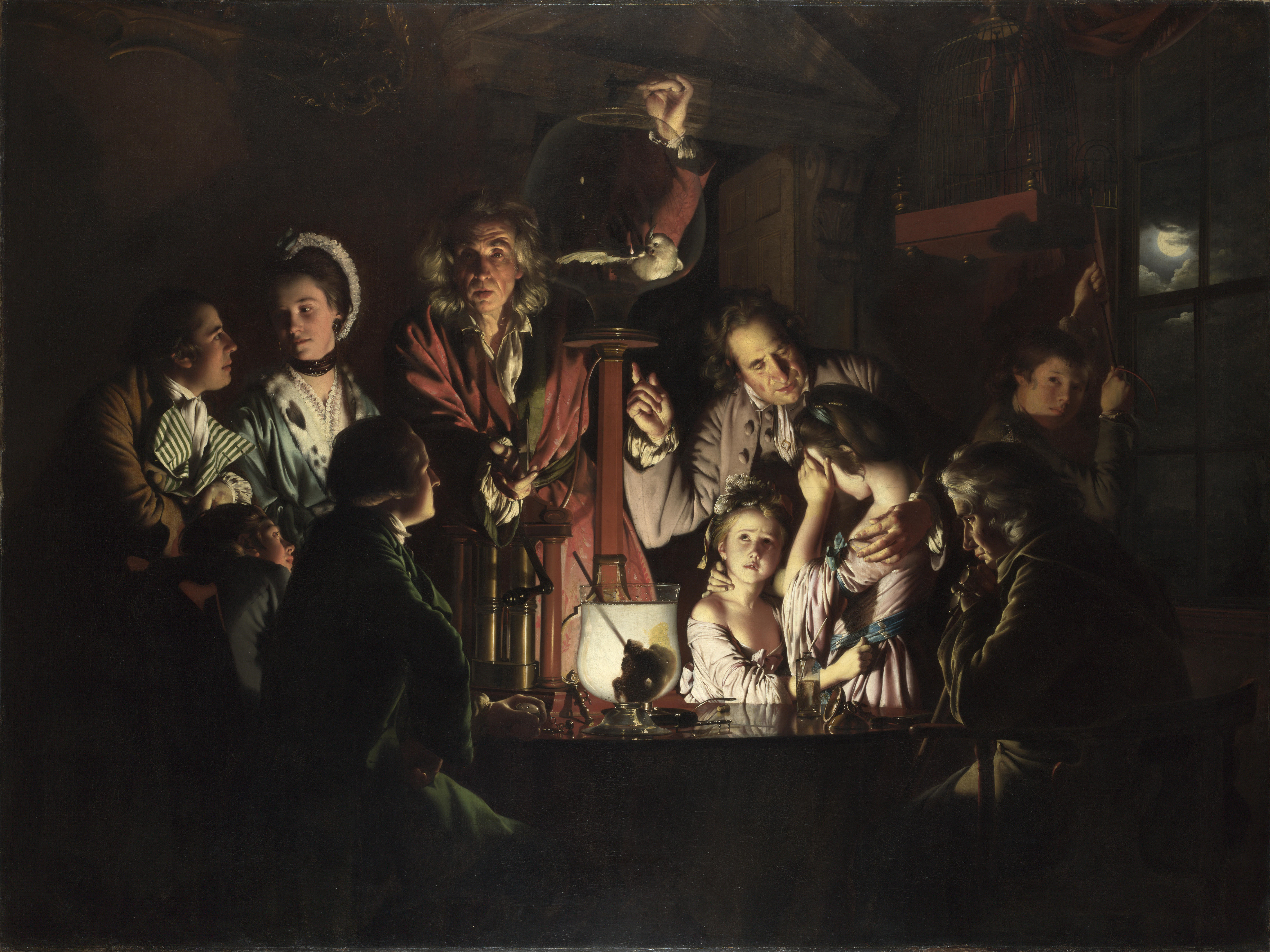
『空気ポンプの実験』（1768年）ナショナル・ギャラリー（ロンドン）

ジョセフ・ライト（英: Joseph Wright、1734年9月3日 - 1797年8月29日）は、イングランドの画家。ライト・オブ・ダービー（英: Wright of Derby）と称され、風景画や肖像画を主に描いた。彼は「産業革命の精神を初めて表現した画家」として高く評価されている。
彼は、光と闇の対比を強調するキアロスクーロ（明暗法）の扱いに優れ、ロウソクで題材を照らした絵でよく知られる。錬金術から科学が誕生したことを表現する彼の絵は、イングランド中部在住の有力な科学者・工業家たちが集ったルナー・ソサエティでの議論にしばしば基いていた。そしてその絵は、啓蒙時代と呼ばれた時期の科学が宗教的価値観といかに格闘したかを示す、暗示的な記録となっている。
ライトの絵とスケッチの多くはダービー市議会が所有し、ダービー博物館・美術館で展示されている。それらは時折、他の美術館へ貸し出されることもある。

## 生涯
ジョセフ・ライトはダービーのアイロンゲートに生まれた。父のジョン・ライト（John Wright、1697年-1767年）は弁護士で、後に市の書記となった。母はハンナ・ブルックス（1700年-1764年）といい、ジョセフは5人兄弟のうちの三男だった。ライトはダービー・グラマースクールで学び、版画を模写しながら独学で絵を学んだ。
1751年に画家を志してロンドンへ出て、高名な肖像画家でありジョシュア・レノルズの師でもあったトーマス・ハドソンの下で2年間肖像画家として修行を積んだのち、ダービーへ戻り親類縁者や地元名士らの肖像画を描いた。1756年に再度15ヶ月間ハドソンの工房に入り、同門のジョン・ハミルトン・モーティマーと、その後も長く続く友情関係を築いた。翌年ダービーに戻り、そこで専ら肖像画家として生計を立てた。1760年にはミッドランドの町々（ニューアーク、レットフォード、ボストン、リンカン、ドンカスター）を、やはり肖像画家として渡り歩いている。1760年代の初め頃から、暗い室内で蝋燭に照らされた人物というモチーフを描き始めた。その特徴的な明暗法を用いつつ、1760年代後半には彼の代表作ともなった『太陽系儀の講義』（1766年）と『空気ポンプの実験』（1768年）を制作し、これら科学技術を主題とした作品によって、ロンドンにおけるライトの名声は確立された。
1768年から1771年の間はリヴァプールで過ごし、主にミッドランドの有力者とその家族の肖像画など、多くの作品を残した。1771年から1773年の間は、『鍛冶屋の仕事場』（1771年）、『鉄工場』（1772年）など、現代的な主題と夜景を組み合わせた作品がいくつか見られる。また『老人と死』（1773年）など文学に触発された哀愁的な作品も見られる。
ライトは1773年7月28日に、鉛鉱山の採鉱者の娘アン・スイフトと結婚した。夫妻は6人の子供をもうけ、うち3人は幼少のうちに死んだ。
ライトは1773年10月にイギリスを旅立ち、翌年2月ローマに到着した。このイタリアへの長旅には、弟子のリチャード・ハールストン (Richard Hurlestone)、肖像画家のジョン・ダウンマン、彫刻家のジェームズ・ペイン（同名の建築家の息子）が同行した。またローマでジョージ・ロムニー、オージアス・ハンフリー、ジェイコブ・モーアと親交を結んだ。イタリアでは主にローマに滞在し、システィーナ礼拝堂のミケランジェロの作品や、古典彫刻・古典建築の研究に勤しんだ。ナポリ滞在中にはヴェスヴィオ火山の噴火を目撃し、それはその後、彼の絵の多くで題材として描かれた。ライトは1775年9月に、フィレンツェとヴェネツィアを経由して帰国した。
ライトは帰国後、リゾート都市バースへ移った。肖像画家として当地で名を上げていたゲインズバラがロンドンに移った直後だったため、その後釜としての注文を見込んでのことだった。しかしこの期待は外れ、また制作意欲を掻き立てられず、1779年ダービーに戻り、没するまでそこで過ごした。彼は自宅で喘息と神経過敏が悪化し、エラズマス・ダーウィンから治療を受けた。妻のアン・ライトは1790年8月17日に没した。1797年8月29日、ダービーのクィーンストリート28番地にある新居でライトは没した。彼は2人の娘と共に、その家で最後の数ヶ月を過ごしていた。
ライトは英国芸術家協会および王立芸術院の展覧会に幾度も出品している。後者に関しては、1781年に準会員、1784年に正会員となったが、彼は自らの業績を謙遜して正会員の栄誉を辞退し、脱会した。しかしその展覧会には1783年から1794まで出品を続けた。
ライトは1765年からロンドンで絵の展示を行なっている。1765年-1776年は毎年芸術家協会で、1778年-1794年は毎年ではないが王立芸術院でのものである。また1778年-1783年には自由芸術家協会 (Free Society of Artists) で、1784年-1787年にはリバプールの芸術促進協会 (the Society for Promoting the Arts) で展示を行なっている。ライト・オブ・ダービーという彼の呼び名が初めて使われたのは1768年で、新聞 (Gazetteer) に掲載された展覧会の評論においてである。当時は画家の名前に洗礼名を付けないのが通例だったため、1765年から作品を発表しているジョセフ・ライトと、1762年から作品を発表しているリバプールのリチャード・ライト、2人の「ライト氏」を区別する必要があった。ライト・オブ・ダービーという呼び名は、その親しみやすさから今日まで使われることになった。
ライトは生涯ロンドン以外を拠点としながら成功した初めてのイギリス人画家であり、その経歴は当時としては異色のものであった。

## 作品

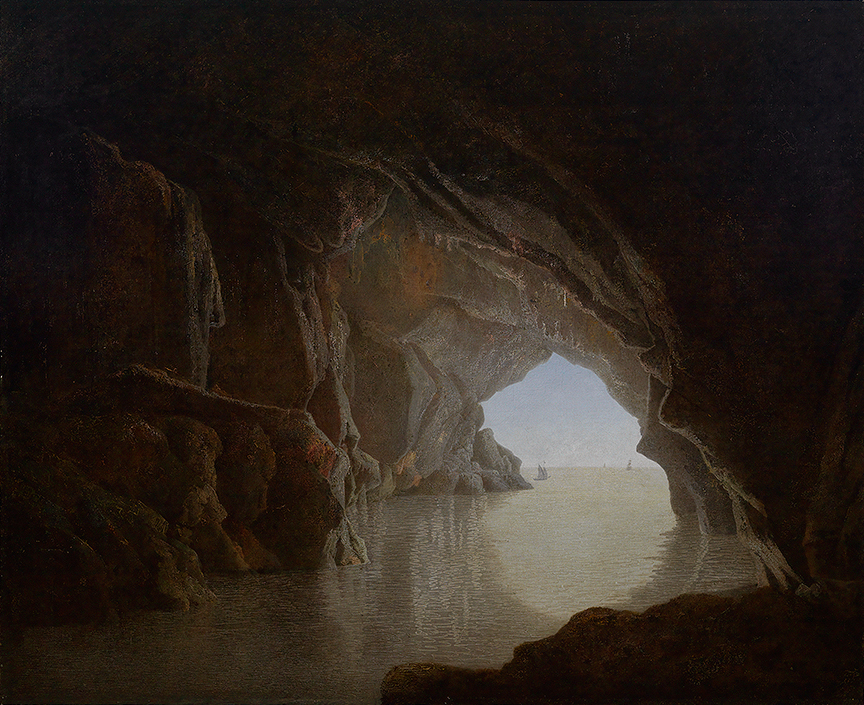
『夕暮の洞窟』（1774年）スミス大学美術館（マサチューセッツ州ノーサンプトン）

ライトの絵は、ロウソクの灯に照らされた題材で最もよく知られ、その最も良い例として『蝋燭の光のもとで「剣闘士」の彫刻を見る3人の人物』、ダービー博物館・美術館所蔵の『太陽系儀の講義』、ナショナル・ギャラリー所蔵の『空気ポンプの実験』を挙げることができる。『老人と死』も際立った個性的な作品である。この明暗法は、直接的にはレンブラント、ヘリット・ファン・ホントホルスト、ゴドフリート・スカルッケンから、さらに辿ればカラヴァッジオからの影響が見て取れる。
肖像画制作は、ライトの生涯を通じて主な収入源であった。モデルとなったのは、主に地元の名士、知識人、成功した中産階級、およびその家族たちだった。ライトの肖像画の描き方はごく生真面目なものだが、衣文の巧みさが絵を見事に引き立たせている。時にレンブラントやラファエロのような古典名画からポーズを借用することもあった。
ライトは晩年にかけて風景画を多く描いた。彼の風景画は写実性を追及しつつ、詩的な情感をたたえている。彼の風景画にはアールト・ファン・デル・ネールの影響がうかがえる。
ジョセフ・ライトはまた、満月の夜の田園風景を写した『月光のダブデール』（Dovedale by Moonlight）も描いた。これはオベリン大学のアレン記念美術館で展示されている。これと対になる『陽光のダブデール』（Dovedale by Sunlight、およそ1784年-1785年）は日中の色合いを写している。フロリダ州サラソータのジョン&マベル・リングリング美術館にあるもう一枚の『月光の風景』（Moonlight Landscape）も同様にドラマチックで、水面上に架かる橋の傍らにぼんやり描かれた月が、ほの暗い風景と対照的に水面をきらめかせながら、情景を照らしている。湖水地方の旅から描かれた代表作には『ライダルの滝』（Rydal Waterfall、1795年）がある。
『夕暮の洞窟』（Cave at evening あるいは illustration, right）は同くドラマチックなキアロスクーロを使って描かれ、ジョセフ・ライトの名を高めた作品である。この絵はイタリア滞在中の1774年に完成した。これはボストン美術館の『無法者がいる日没のナポリ王国の海辺の洞窟』（Grotto by the Seaside in the Kingdom of Naples with Banditti, Sunset、1778年）との類似が見られる。

## イギリス啓蒙思想を描く
ライトはイングランド中部地方の先進的な工業家たちと親密な関係を持っていた。最も重要な後援者（パトロン）として、磁器の製造を工業化したとされるジョサイア・ウェッジウッド、紡績の工場システムを考案したとされるリチャード・アークライトの2名が挙げられる。ライトの弟子の一人ウィリアム・テートは、奇人で知られた慈善事業家にして採掘事業者ジョセフ・ウィラムソンのおじにあたり、ライトの死後、その作品のいくつかを完成させた。ライトはまたエラズマス・ダーウィンや、一流の工業家、科学者、哲学者たちが集うルナー・ソサエティの他の会員たちと交友があった。その会合はバーミンガムで開かれたが、チャールズ・ダーウィンの祖父であるエラズマス・ダーウィンはダービー在住だった。影にかかる見事な光の表現で知られるジョセフ・ライトの作品のいくつかは、ルナー・ソサエティの会合に触発されたものだった。
『空気ポンプの実験』では、空気の性質とそれが生命維持に果たす役割に関する初期の実験を、人々が取り囲み観察する様子が示されている。

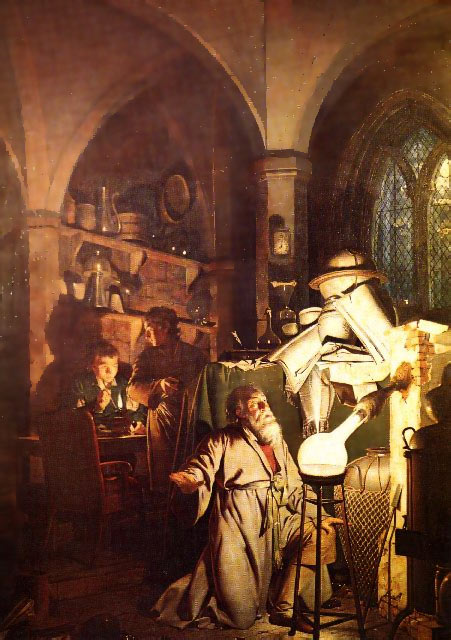
『賢者の石を探す錬金術師』（1771年）

『賢者の石を探す錬金術師』は、ドイツの錬金術師ヘニッヒ・ブラントによって1669年にリンが発見された様子を描いている。大量の尿を煮詰めているフラスコで、尿中に豊富に含まれる燐が空中で自然発火し、勢いよく光を発している。
『太陽系儀の講義』は太陽周囲の惑星運行を実演する初期の機械装置を示している。スコットランドの科学者ジェイムズ・ファーガソンは1762年7月にダービーで数度にわたる講義を受け持った。それは1760年に出版された彼の著書『力学、流体静力学、空気力学、工学、その他から選んだ主題に関する講義』に基づいたものだった。講義内容を視覚化するため、彼は様々な機械、模型、道具を使用した。ライトはファーガソンの講義に参加した可能性が高い。なぜなら親しい隣人だった時計職人かつ科学者のジョン・ホワイトハーストから講義のチケットを入手できたであろうからだ。ライトは太陽系儀とその操作についてより良く知るため、ファーガソンの実践的な知識を欲していたであろう。
史実に基づいたこれらの絵には、メタファーも託されていると考えられる。例えば、祈る人物の前で激しく燐光が発する様子は、信仰から科学的理解と啓蒙へという、容易ならざる変転を表している。また人々が空気ポンプ中の鳥を囲んで様々な表情を浮かべる様子は、来たる科学の時代が起こしうる残酷さを表している。これらの絵画は、西洋における宗教の力を理解し始めた、科学的研究のハイライトを表している。十年ほど後に啓蒙思想の頂点であるフランス革命の反動の中、科学者たちは自分たちが迫害されていることに気が付いた。ルナー・ソサエティの会員だったジョゼフ・プリーストリーは、フランス革命の支持を公言したことに反発した群衆によって、1791年のバーミンガム暴動で実験室を粉砕され家も燃やされ、1794年にはイギリスを離れた。フランスでは化学者のアントワーヌ・ラヴォアジエが恐怖政治の只中でギロチンにかけられた。政治家にして哲学者のエドマンド・バークはその著書『フランス革命の省察』（1790年）で知られるが、プリーストリーをはじめとする自然哲学者たちをフランス革命と結び付けた。のちに彼は『Letter to a Noble Lord』（1796年）で、イギリスの科学を支えた革命家たちは「実験で人間を扱うところ、空気ポンプのネズミと何ら変わらないと考えていた」と記した。この論評に照らせば、空気ポンプの鳥を描いたライトの絵は、20年以上前に完成していたにもかかわらず、実に予見的だったと言える。
こうした背景の元、ダービー出身でルナー・ソサエティ会員だったエラズマス・ダーウィンの孫、チャールズ・ダーウィンは、半世紀後の1859年に『種の起源』を出版することで、科学と宗教的信念の間の相克を深めることになった。

## 記念物

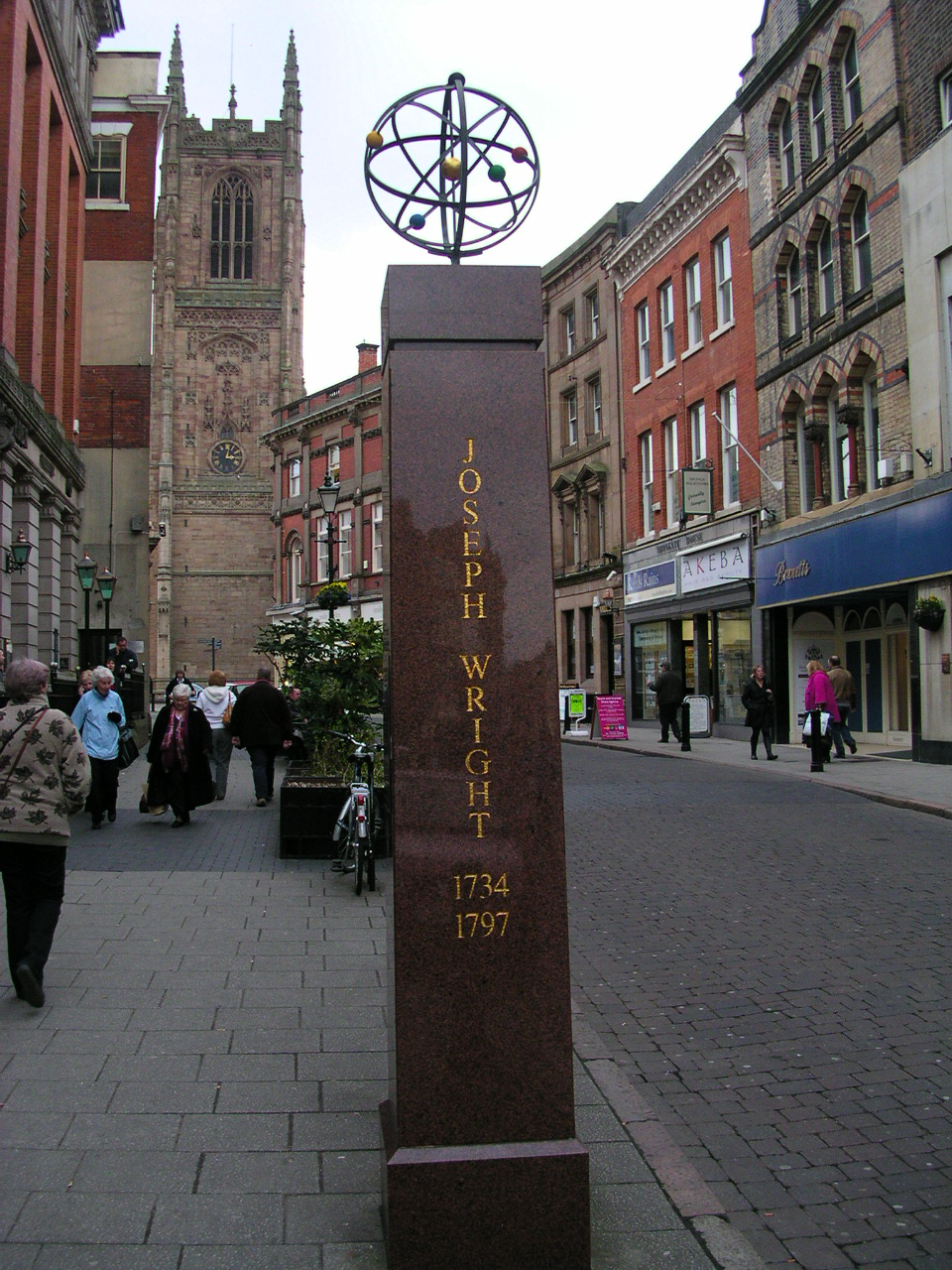
太陽系儀の記念碑

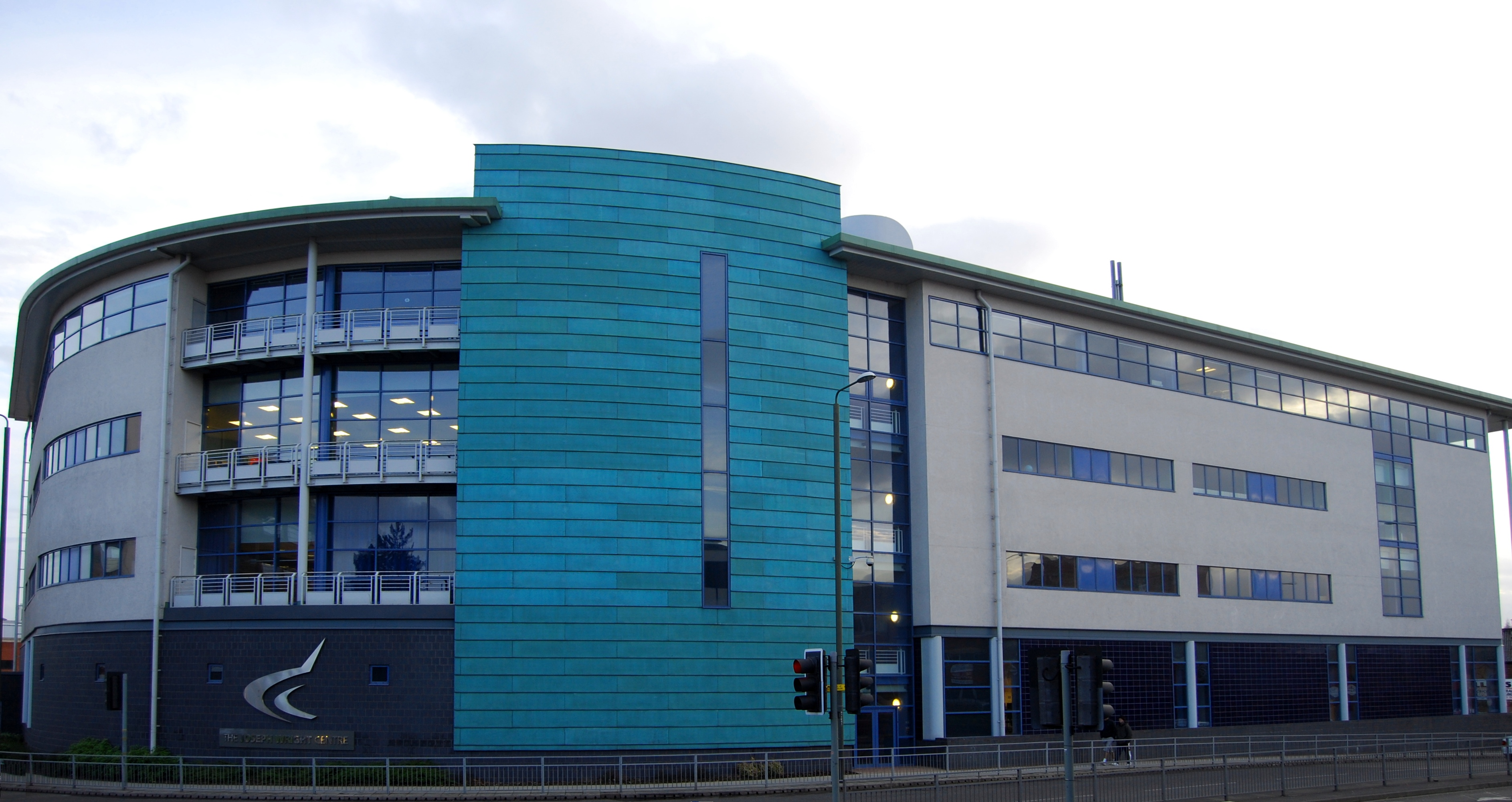
ジョセフ・ライト・シックスス・フォーム・センター

ダービーでは、アイロンゲート28番地近くの歩道に太陽系儀の彫像を立て、ライトの生誕地を記念している。
ジョセフ・ライトは聖アルクムンド教会の墓地に葬られた。この教会はのち、町の中心を通る環状道路の建設予定地となり、論争のうちに1968年に取り壊され、現在はその道路の下となっている。ライトの亡骸はノッティンガム・ロード墓地へ移された。1997年にライトの墓碑がダービー大聖堂の隣に設置され、2002年には大聖堂の中へ移され、壁に埋め込まれた。これは観光名所であるハードウィックのベスの記念碑近くのよく目立つ位置にある。
ジョセフ・ライトはまた、アイロン・ゲートからそう遠くないカテドラル・ロウに位置するシックスス・フォーム・センターの名前にも使われている。このジョセフ・ライト・センターはダービー大学の新しい主要施設として2005年にオープンした。そして18世紀の画家の名にちなんだ理由を次のように謳っている。「彼の作品は、産業革命における多くの科学的・技術的進歩を写し取りました。ジョセフ・ライトが遺した精神を規範とし、本校は皆さんのキャリアの出発点として理想的な環境を提供します。」

## 作品リスト
- Self-portrait（1753年-1754年頃）『自画像』
- James and Mary Shuttleworth with One of their Daughters（1764年）
- Three Persons Viewing the 'Gladiator' by Candlelight（1765年）『蝋燭の光のもとで「剣闘士（英語版）」の彫刻を見る3人の人物』
- A Philosopher Lecturing on the Orrery（1766年）『太陽系儀の講義』
- An Experiment on a Bird in the Air Pump（1768年）『空気ポンプの実験（英語版）』
- Mr and Mrs coltman（1771年?）
- Blacksmith's Shop（1771年）『鍛冶屋の仕事場』
- Iron Forge（1772年）『鉄工場』
- Iron Forge Viewed from Without（1773年）
- Earthstopper on the Banks of the Derwent（1773年）
- Philosopher by Lamplight (Hermit Studying Anatomy)（1769年）
- The Alchymist in Search of the Philosopher's Stone（1771年）『賢者の石を探す錬金術師』
- Miravan Breaking Open the Tomb of his Ancestors（1772年）
- Old Man and Death（1773年）『老人と死』
- Girandola（1774年）
- Virgil's Tomb（1779年-1785年、3種）『ウェルギリウスの墓』
- Indian Widow（1784年）『インディアンの寡婦』
- Romeo and Juliet: the tomb scene（1790年）『ロミオとジュリエット』ダービー博物館・美術館
- Mrs. Francis Boott（1790年-1793年）『フランシス・ブート夫人』ボストン美術館[18]

## 関連項目

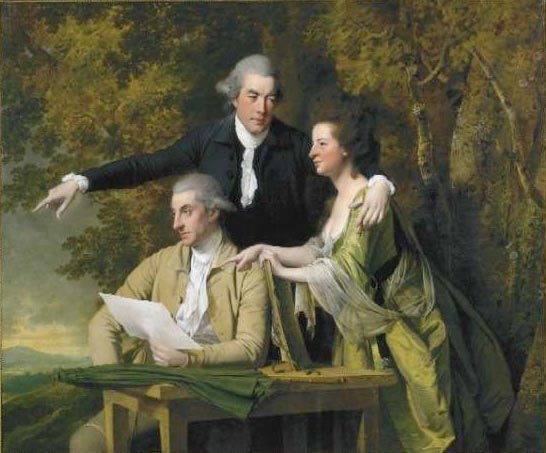
ドゥーズ・コーク、妻のハンナ、従兄弟のダニエル・コーク（1782年頃）